# 흥양 오씨
흥양 오씨(興陽呉氏)는 전라남도 고흥군을 본관으로 하는 한국의 성씨이다.
시조는 보성 오씨의 시조인 오현필의 아들 오광휘(吳光輝)이다.

## 참고 자료
- “흥양 오씨(興陽吳氏)”. 부천족보전문도서관. 2016년 3월 4일에 원본 문서에서 보존된 문서.